# Võ Thị Thắng
Võ Thị Thắng (10 de diciembre de 1945 – 22 de agosto de 2014) fue una revolucionaria vietnamita y mujer de estado. Sirvió como miembro de la delegación de Long An en la Asamblea Nacional de Vietnam en su cuarta, quinta y sexta legislatura. También sirvió como miembro del Comité Central del Partido Comunista de Vietnam (en el octavo y noveno congreso), como directora general de la Administración Nacional de Turismo de Vietnam, como presidenta de la Asociación de Amistad Vietnam-Cuba, así como vicepresidenta de Unión de Mujeres de Vietnam.
Fuera de Vietnam, su fama proviene de una fotografía donde saldría sonriendo durante su juicio por intento de asesinato en la guerra de Vietnam. Esta fotografía se conoce popularmente como la "Sonrisa de la Victoria" y se ha vuelto un símbolo de las mujeres vietnamitas que lucharon en la guerra.

## Primeros años
Võ Thị Thắng nació el 10 de diciembre de 1945 en la comuna de Tân Bửu, en el distrito de Bến Lức, Provincia de Long An (Cochinchina). Fue la menor de ocho hermanos, y sus familiares fueron seguidores del gobierno de Vietnam del Norte. A los 16 años se unió al Frente Nacional de Liberación de Vietnam (NLF). Con 17 años se traslada a Saigón (actualmente Ciudad Ho Chi Minh) y se unió a las ramas locales de la Unión de Jóvenes Comunistas Ho Chi Minh y la Asociación Vietnamita de Estudiantes, ambos prohibidos por el gobierno de Vietnam del Sur.

## Guerra de Vietnam
En julio de 1968, durante la Ofensiva del Tet durante la guerra de Vietnam, el NLF le encargó el asesinato de un sospechado espía en Saigón. Después de fallar su intento de asesinato, fue arrestada por el gobierno survietnamita y sentenciada por un tribunal militar a 20 años de trabajos forzados en la Prisión de Côn Đảo. 
Al recibir su sentencia, replicó al jurado "¿Durará vuestro gobierno lo suficiente como para encarcelarme 20 años?" Durante el juicio, una fotografía tomada por un reportero japonés donde saldría sonriendo pasaría a ser conocida como la "Sonrisa de la Victoria" y un símbolo de las mujeres vietnamitas que lucharon en la guerra de Vietnam.
Finalmente, sería liberada el 7 de marzo de 1974 bajo los Acuerdos de Paz de París, habiendo cumplido menos de seis años de su condena.

## Vida posterior
Tras el final de la guerra de Vietnam y la reunificación de país el 30 de abril de 1975, se retiró del Ejército Popular de Vietnam y continuó su trabajo con la Unión de Jóvenes Comunistas Ho Chi Minh.
Fue elegida como representante de la Provincia de Long An para la cuarta, quinta y sexta legislatura de la Asamblea Nacional de Vietnam, así como al octavo y noveno congreso del Comité Central del Partido Comunista de Vietnam.
Así mismo, ha servido como directora general de la Administración Nacional de Turismo de Vietnam y como presidenta de la Asociación de Amistad Vietnam-Cuba.
Se retiró de la política en 2007, muriendo el 22 de agosto de 2014.

## Honores
Póstumamente, se le confirió el título de Héroe de las Fuerzas Armadas Populares por parte del presidente vietnamita Trương Tấn Sang el 20 de agosto de 2015 en una ceremonia organizada por el Ministerio de Cultura, Deportes y Turismo el 10 de septiembre de 2015 en el Hotel Caravelle en Ciudad Ho Chi Minh.
Una escuela primaria en La Habana (Cuba) fue nombrada en su honor.

### Premios
| País               | Premio                                | Premio                                 |
| ------------------ | ------------------------------------- | -------------------------------------- |
| Bandera de Vietnam |                                       | Héroe de las Fuerzas Armadas Populares |
| Bandera de Vietnam | Orden de la Independencia, 2.ª clase. |                                        |
| Bandera de Vietnam | Orden a la Labor, 1.ª clase.          |                                        |
| Bandera de Vietnam | Orden de la Resistencia, 1.ª clase.   |                                        |
| Bandera de Vietnam | Orden de la Victoria, 1.ª clase.      |                                        |
| Bandera de Cuba    |                                       | Orden de Anna Betancourt               |
| Bandera de Cuba    | Orden de la Amistad                   |                                        |